# Catedral de Lille
A Catedral de Lille ou Catedral de Notre-Dame-de-la-Treille (em francês: Cathédrale Notre-Dame-de-la-Treille) é a catedral da arquidiocese de Lille, no departamento do Norte, na região dos Altos da França. De estilo neogótico, está localizada no bairro de Vieux-Lille, no lugar do antigo castelo de mota.
Erguida em honra da Virgem Maria, sob o nome de catedral de Notre-Dame-de-la-Treille, do nome de uma estátua milagrosa que é o objeto de uma devoção especial de Lille desde o século XIII, a catedral foi originalmente uma capela votiva. O projeto de sua construção, realizada por uma comissão que reúne representantes do clero e da alta burguesia industrial criada em 1853 por Carlos Kolb-Bernard, um verdadeiro líder leigo do catolicismo lillois, cumpre um duplo objetivo. Primeiro de tudo, para a reconstrução de uma grande igreja no coração da cidade, após a destruição durante a Revolução da igreja colegiada de Saint-Pierre, que abrigava a estátua de Notre-Dame de la Treille por mais de seiscentos anos. Em seguida, promover a criação de uma sede episcopal em Lille, em seguida, que pertence à Arquidiocese de Cambrai, criação considerada essencial para assegurar o estatuto de capital religiosa da cidade e ter os recursos necessários para a moralização de uma população operária que continua a crescer sob os efeitos da Revolução Industrial. É por isso que o edifício foi concebido, desde o início, pelos seus promotores como uma futura catedral.
A sua construção, que se estendeu ao longo de quase 150 anos, começou simbolicamente em 1854 com a imposição de uma pedra fundamental e o lançamento de um concurso internacional para a concepção de um edifício inspirado no "gótico da primeira metade do século XIII". Entre os 41 projetos apresentados, os dois primeiros prêmios serão atribuídos a projetos ingleses. Mas a ideia de confiar a construção de uma igreja em honra da Virgem aos arquitetos estrangeiros de confissão anglicana suscita objeções como a realização do projeto ecoando finalmente ao arquiteto lillois Charles Leroy. Instituída em 1856, a construção da igreja vai encontrar muitas dificuldades, sobretudo para reunir o financiamento necessário para a continuação do trabalho. Eles são feitos por traço, sob a direção de várias gerações de arquitetos, de 1856 a 1975, para concluir em 1999, pela instalação de uma fachada muito moderna, uma parte do programa inicial, que incluía uma enorme área oeste constituída de duas grandes torres acompanhando uma rosácea, tem sido abandonada.
Simples capela originalmente, à catedral de Notre-Dame-de-la Treille foi concedida o título de basílica menor pelo Papa Pio X em 1904. Em 25 de outubro de 1913, depois de várias décadas de militância católica local, a arquidiocese de Cambrai é dividida em duas, para dar à luz a diocese de Lille e a basílica de Notre-Dame-de-la Treille se torna catedral. Em 2008, após a reorganização das províncias eclesiásticas de França cometida no final da década de 1990, Lille é elevada à categoria de arcebispado, e a catedral se torna catedral metropolitana, sede do arcebispo, que tem autoridade sobre as dioceses de Arras, Cambrai e Lille.

## História

### O culto de Nossa Senhora da Treille

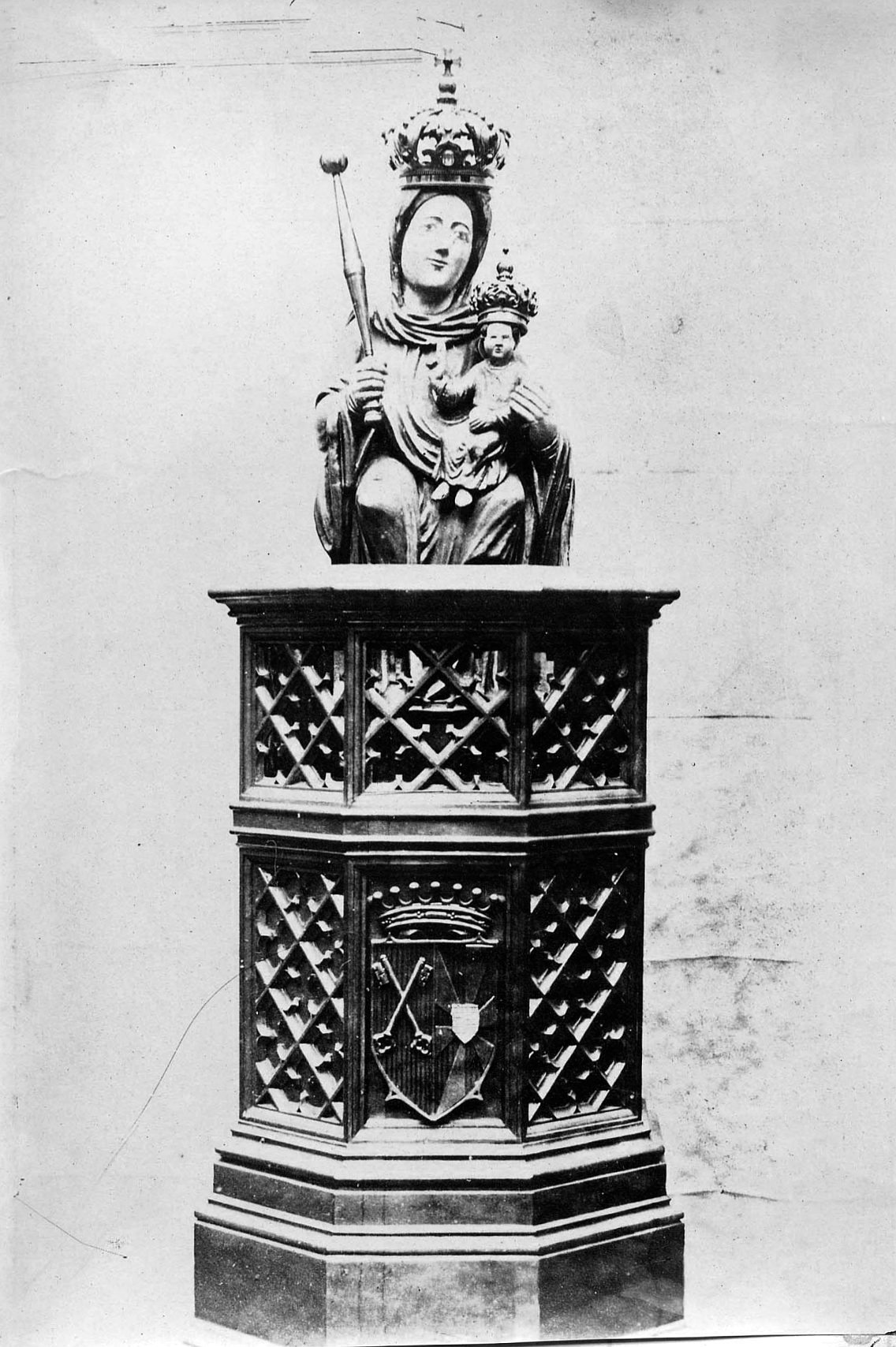
Fotografia da estátua de Nossa Senhora de la Treille (final do século XIX).

A catedral deve seu nome a uma estátua da Virgem do último quarto do século XII, depositada na igreja colegial de Saint-Pierre no início do século XIII, e que, desde então, tem sido objeto de uma devoção especial de Lille. A estátua é descrita por Charles Bernard, o padre da paróquia de Sainte-Catherine, como uma estátua de pedra pintada "de um pouco mais de dois pés e meio de altura; ela tem um cetro na mão direita e a sua esquerda, ela suporta o menino Jesus no colo". Ele menciona que "a estátua com seu pedestal é cercada por uma treliça de madeira dourada" e afirma que a antiga grelha, ou treliça (treille), em ferro dourado, se perdeu em 1792, durante a destruição da igreja colegial de Saint-Pierre. Ele faz a suposição de que a "treliça" que envolvia a estátua foi usado para anexar os votos dos fiéis e deu-lhe o seu nome, mas é mais provável que venha de Treola, nome de lugar atestado no século IX, nas imediações do que ainda não era Lille.
Três séries de feitos milagrosos estão associadas com a estátua, em 1254, de 1519 a 1527, e de 1634 a 1638. O milagre de 14 de junho de 1254 é referido em virtude de cura de um doente por sua intercessão. Os do século XVI são muito variados. "Particularmente temível pelos demônios", a Virgem à la Treille livrou de possessões e curou doenças incuráveis, hérnias, cegueira, paralisia ou peste. Desde 1254, uma irmandade de Notre-Dame-de-la Treille é erigida canonicamente pelo papa Alexandre IV e, em 1269, uma procissão anual em honra de Notre-Dame de la Treille é introduzida e se perpetua até a Revolução Francesa. Em 1634, Jean Le Vasseur, prefeito de Lille, consagra a cidade a Notre-Dame de la Treille e é em frente a ela, em 1667, Luís XIV, que vem para anexar a Flandres, faz um juramento de respeitar as liberdades dos Lillois.
Após a destruição da igreja da colegiada de Saint-Pierre, fortemente danificada durante o cerco austríaco de 1792, antes de ser entregue para a demolição, a estátua caiu no esquecimento. Ele é comprada por um sacristão, Alain Gambier, o que o torna queda na igreja de Sainte-Catherine entre 1797 e 1802, onde é relegada para uma capela obscura. Não foi até 1842 que o pai de Charles Bernard, tornou-se pároco da paróquia de Sainte-Catherine, restaura o culto de Nossa Senhora da Treille e o sonho de lhe dar de volta toda a sua força: ele estabeleceu o mês de Maria, padroeira da cidade de Lille e colocou a estátua na capela da Santíssima Virgem da igreja de Sainte-Catherine. A celebração com grande festa do jubileu secular dos primeiros milagres da catedral de Notre-Dame de la Treille, em 1854, é um passo decisivo deste trabalho de restauração. Como ele é marcado por um sinal da Providência, o resultado da aquisição, "contra toda previsão humana", do terreno sobre a qual é construída uma igreja em honra de Notre-Dame de la Treille, o que torna possível lançar a pedra fundamental antes do final do oitavo jubileu, "a véspera da apoteose mariana".
Em meados do século XIX, apesar do tamanho da cidade e da crescente importância das cidades no entorno da área, Lille não é sede de bispado e pertence à Arquidiocese de Cambrai. Na verdade, desde a época do Baixo Império Romano, os bispos se estabeleceram nas cividades de Arras, Cambraia, Thérouanne e Tournai, Lille ainda não existia. Na sua fundação, no século XI, estava sob a Diocese de Tournai. Uma diocese de Lille teria sido possível entre 1559 e 1561, quando Filipe II decidiu criar novas dioceses na Holanda, para estancar a Reforma. Como desta vez, a importância econômica e demográfica da cidade teria garantido que ela iria se tornar um deles, mas a proximidade de Tournai, cujos arquidiaconados de Gante e Bruges erguidos em dioceses independentes, não permitiram.
Em 1667, Luís XIV conquista Lille e, em 1713, os tratados de Utrecht traçam novas fronteiras que se cruzam em ambas as dioceses de Ypres, Tournai e Cambrai. Para resolver este problema de jurisdições diferentes dentro da mesma diocese, o intendente de Flandres, Charles de Esmangart, propõe em 1785 a criação de um bispado se estendendo de Dunquerque a Saint-Amand-les-Eaux, cuja sede seria estabelecida em Lille. As memórias se sucedem até 1788, mas a ocorrência da Revolução não permite que o projeto seja bem sucedido e, em 1790, é a diocese de Cambrai, amputada de sua parte belga, que é extensivamente modificada para caber o contorno do departamento do Norte criado no mesmo ano.

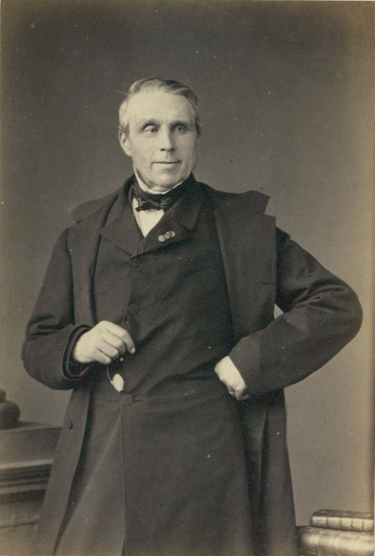
O deputado Charles Kolb-Bernard.

Em 1852, o deputado local Charles Kolb-Bernard relança o debate a favor da criação de uma diocese, abrangendo os distritos de Lille, Dunquerque e Hazebrouck, em um relatório intitulado "Interesses comunais da cidade de Lille". Anti-republicano, legitimista, porta-voz da alta burguesia protecionista, um verdadeiro líder do catolicismo lillois, Charles Kolb-Bernard é ligado por aliança à família Bernard, uma das mais antigas da grande burguesia lilloise a qual pertencia também o abade Charles Bernard. Dedicado à moralização da classe trabalhadora ainda que as tensões sociais fossem exarcebadas com a entrada maciça de imigrantes belgas e o empobrecimento de uma crescente parte da população provocada pela revolução industrial, ele vê na ereção do bispado o meio preferencial de "recristianizar" uma população em grande medida privada da assistência da religião. Se ela ganha na nitidez ao longo de todo o século, a questão social não é nova. Como início de 1822, defendendo uma discussão sobre a construção de um bispado em Lille que o conselho municipal adota por unanimidade, seu relator, Gaspard Charvet-Defrenne, exclama : "Negociantes, podemos desfrutar em paz o fruto do nosso trabalho e da nossa indústria? Fabricantes, queremos que as vastas oficinas que surgem de todos os lados não se tornem um dia presas dos incendiários? Queremos que eles sejam executados pelos agentes leais e incorruptíveis? Povoada por operários sábios e submissos? Apelemos a religião em nosso socorro, multipliquemos seus ministros afim de que eles trabalhem para civilizar religiosamente esta população que está crescendo, que chega em multidões dos países vizinhos nas nossas fronteiras e que deixam, à menor instigação, ao menor movimento, um lar de desordem e de revolta". Neste sentido, o advogado Armand Prat, que leva até os argumentos desenvolvidos por seus antecessores, em um memorando de 1856, intitulada Considérations sur la création d'un évêché à Lille, diz que "já a religião, multiplicando seus meios de ação, produziu felizes resultados no arrondissement. Isto é insuficiente. Não haverá garantia séria e assegurada quando ela agirá de forma direta e contínua sobre as populações, pelo ministério do bispo, seu representante mais augusto na terra."
Questão de reconhecimento do estatuto de capital religiosa da cidade, a criação de uma diocese episcopal em Lille é também uma questão de linguística e financeira. Em efeito, a diocese de Cambrai, em comprimento, abrange duas áreas de linguagem, o flamengo estando muito presente no norte ocidental, muito distante da sede. No entanto, "o número de famílias operárias falando exclusivamente o flamengo já é muito grande no arrondissement [de Lille] e tende a aumentar cada vez mais, a tal ponto que é muito importante que uma parte significativa do clero fale essa língua, que não pode ser aprendida em uma idade avançada, e que não falam também os da classe na qual o clero os recruta...". Na verdade, algumas décadas mais tarde, a enumeração de 1896, informou que cerca de 25% dos estrangeiros residentes no distrito de Lille, sendo este último de mais de 98% nacionalidade belga, a maioria dos quais vem de Flandres. A partir da década de 1870, os flamengos representam dois quintos da população de Wazemmes, e metade em áreas como Moulins e Fives, ou cidades como Roubaix. Como o ponto de vista material, por um lado, "o crescimento da população que resultará, o movimento considerável de pessoas que ocasionariam as pensões eclesiásticas, as ordenações, os assuntos cotidianos, contribuiria para aumentar de maneira permanente a receita municipal", enquanto, por outro lado, "as despesas seriam em grande parte da responsabilidade do departamento e do Estado."

### O projeto de construção de uma catedral
Ao mesmo tempo, no início de 1853, Charles Kolb-Bernard e seu primo, o abade Charles Bernard, um ex-padre da paróquia de Sainte-Catherine tornou-se vigário-geral de Cambrai, em 1845, são da iniciativa da criação de uma comissão, a "Obra de Notre-Dame-de-la Treille et Saint-Pierre", cuja finalidade é a construção de mais suntuosa das igrejas em honra de Notre-Dame de la Treille. Reunindo representantes do clero e da burguesia industrial lilloise que apoiam fortemente a proposta de criação de um bispado em Lille, a comissão concebe desde o início a igreja votiva como uma futura catedral. Em vista de sua construção, ele adquire um terreno no coração de Vieux-Lille, no local do antigo castelo de mota recentemente arrasado, pela soma de 223 000 francos.

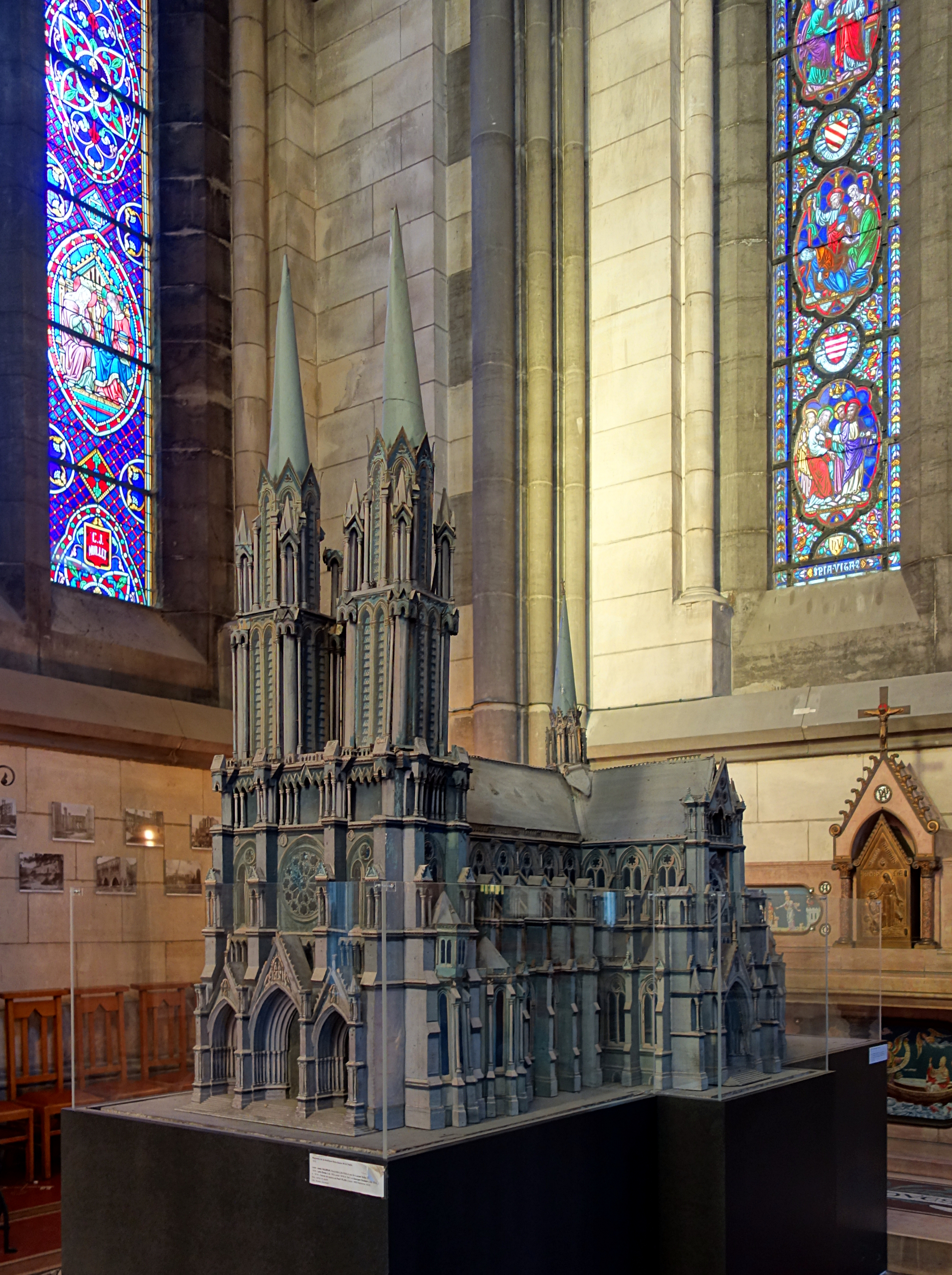
A maquete do projeto da catedral.

Uma competição internacional é lançado em 1854 para o design de um edifício de estilo neo-gótico, inspirado no "gótico da primeira metade do século XIII", de que a pedra fundamental foi colocada em 1 de julho de 1854, durante as festas de celebração do jubileu da centenária catedral de Notre-Dame de la Treille, pelo arcebispo Régnier, o arcebispo de Cambrai, na presença de dez bispos, do prefeito, o prefeito, e uma imensa multidão, mesmo antes de o projeto arquitetônico ser selecionado. As especificações técnicas do edifício situado no concurso é muito explícito: é propor a catedral da Idade Média, em todas as suas dimensões, a construção, mas também a decoração e o mobiliário do futuro edifício. Com um comprimento de 100 a 110 metros de comprimento, a igreja no alto de um plano de cruz latina deve incluir uma ou duas torres encimadas por pináculos, tem três portais com molduras, profundo, de três naves, transepto, uma capela-mor, santuário e capelas radiantes separados do santuário pela parte de baixo do lado. O orçamento para o trabalho é fixado em três milhões de francos, não incluindo a terra, vitrais e os móveis. Os vitrais e a decoração interior de são objeto de desenhos e uma cotação separada e um especial convite para apresentação de propostas.

### A construção do edifício

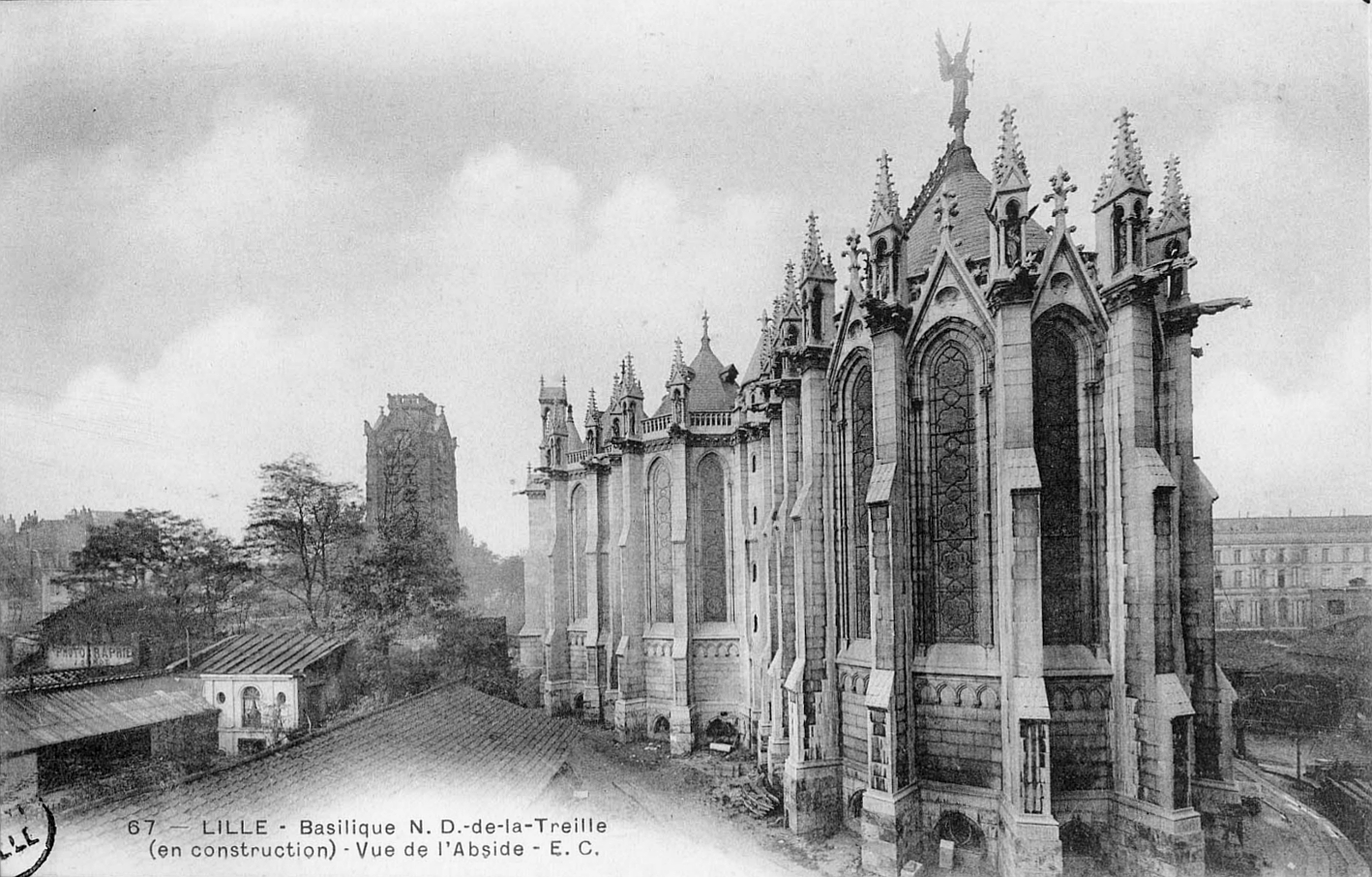
Notre-Dame-de-la-Treille em 1900.

As obras são realizadas em 9 de junho de 1856, com a imposição da segunda "pedra fundamental". Começou com a construção do coro, eles são rapidamente mais difíceis do que o esperado. Começou com a construção do coro, eles rapidamente se mostraram mais difíceis do que o esperado. A umidade do solo obrigou a cavar fundo e a considerar a construção de uma imensa cripta, trabalho não previsto inicialmente, que atingiu o orçamento da comissão. As fundações do coro foram concluídas em fevereiro de 1857, e em 4 de junho de 1859, Monsenhor Régnier, arcebispo de Cambrai, inaugurou as capelas da cripta . Mas a falta de recursos financeiros diminui o ritmo de trabalho. O retorno sobre as vendas é reduzido regularmente e a comissão não consegue obter subsídios públicos. Uma loteria, originalmente agendada para um montante de 1,5 milhões de francos, finalmente reduzido para 450 000 franco suíços, relata apenas 170 000 francos em 1861. A partir de 1863, as "pedras comemorativas" concebidas para serem colocadas na cripta são oferecidas em diferentes taxas. Se eles atendem a um grande sucesso entre as grandes famílias lilloises, muitas vezes à taxa mais alta de 10 000 francos, as receitas geradas não são suficientes para evitar anos de déficits e endividamento. Em 1868, as paredes da capela-mor são no entanto altas o suficiente para receber um teto provisório e, em julho de 1869, é inaugurada na presença do arcebispo Chigi, núncio apostólico em Paris.

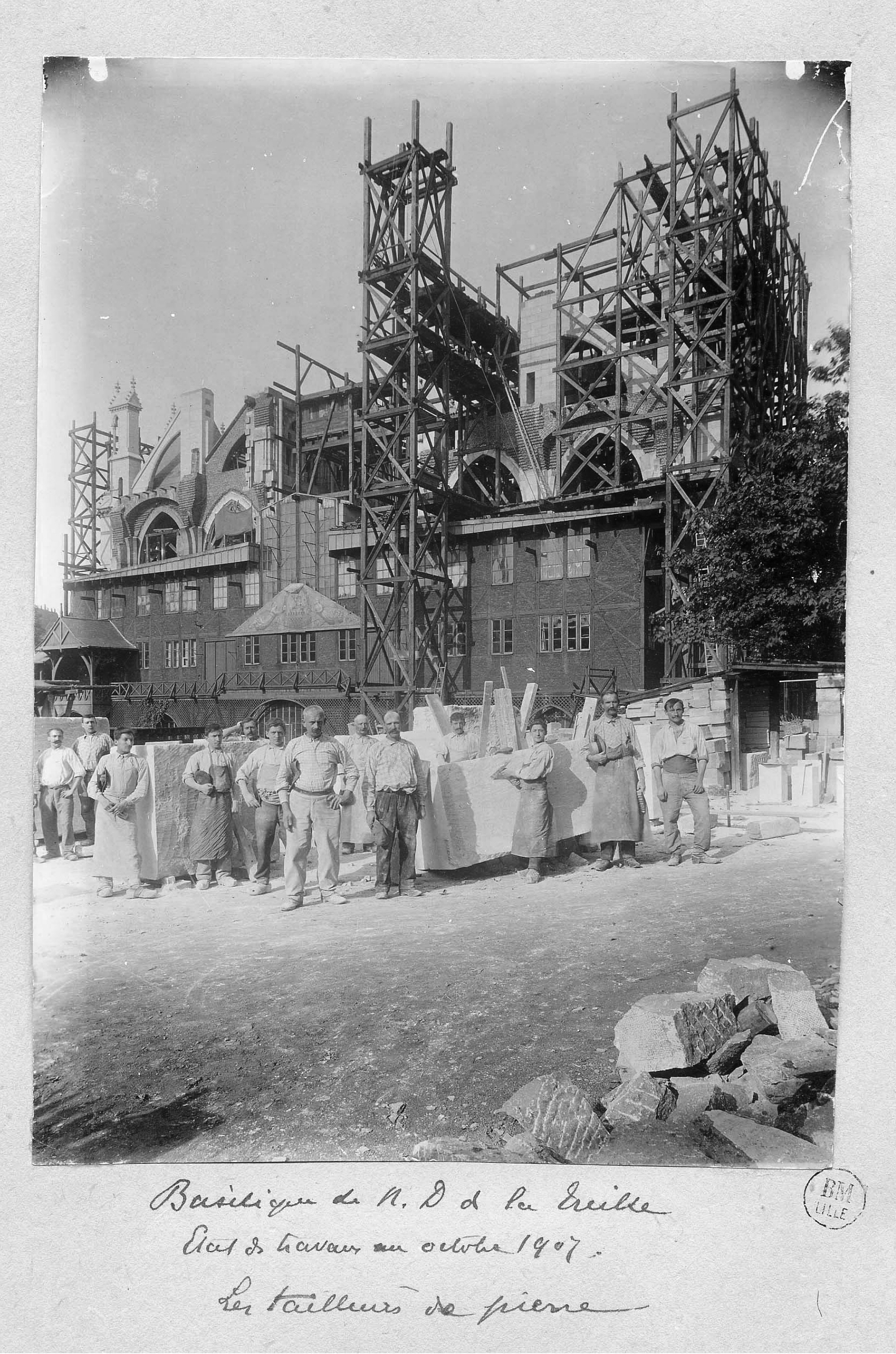
O canteiro em 1907.

Novamente interrompida pela Primeira Guerra Mundial, o canteiro irá, em seguida, continuar lentamente. A construção do transepto será decidida em novembro de 1919. Ele começa em 1922 pela realização dos fundamentos que são concluídos em agosto de 1923. O transepto norte foi construído entre 1925 e 1928, e o transepto sul entre 1929 e 1934. A direção do trabalho é, então, confiadas a Michel Vilain, filho de Paulo Vilain que morreu em 1933. O portal do braço norte é inaugurado em 1934, mas o do braço sul, restou inacabado, até outubro de 1938.
Em 1935, a associação diocesana presidida pelo arcebispo Liénart compra de volta uma parte da catedral para a sociedade anônima, muito endividada, que é proprietária, e decide realizar a construção da nave. Ele abre uma assinatura diocesana que recolhe 1,8 milhões de francos em 1937. Michel Vilain realiza os estudos com instruções para reduzir ao máximo o custo de construção. Foi então decidido usar concreto armado para as paredes e abóbadas e para simplificar a parte da cripta em que a nave deverá ser construída. As fundações foram realizadas em 1936, e a cripta foi concluída em junho de 1937. As dificuldades financeiras atrasam o avanço dos trabalhos que logo são interrompidos pela mobilização de 1939. Eles retomam, no entanto, em abril de 1941, a fim de proteger a nave, exposta às intempéries. Esta é a altura do trifório e a cobertura. Mas as dificuldades de fornecimento que comprometem o progresso da construção e a nave recebe seu teto e seu telhado em 1947. Em 1 de junho do mesmo ano, ela foi inaugurada, na presença do arcebispo Angelo Roncalli, futuro papa João XXIII.
Após esta data, uma fachada provisória de tijolos é colocada, colocando um fim ao trabalho. Finalmente, o design original da catedral nunca vai ser totalmente executado. Em 1954, a decisão foi feita para reduzir a altura das abóbadas e sacrificar as janelas altas para substituí-las por um clerestório de 3,5 metros de altura. Apesar desta drástica revisão do projeto inicial, a diocese tem apenas um terço das somas necessárias para a execução do trabalho. Uma subscrição foi lançada em 1955, mas a continuação do canteiro é salpicado com interrupções devido à falta de recursos e as partes altas não são concluídas até 1975.

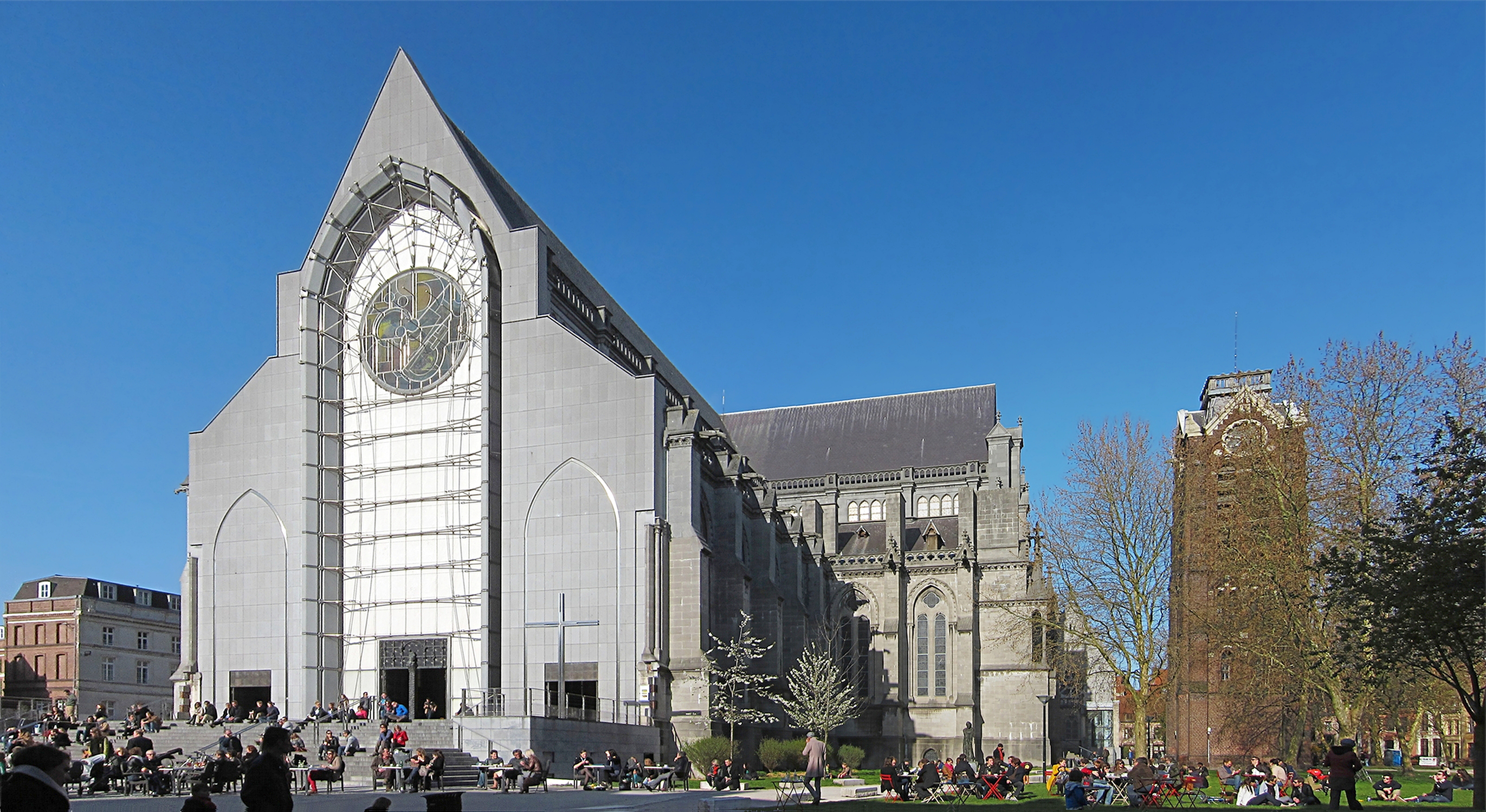
Vista geral da catedral em 2012.

Da mesma forma, a fachada oeste deveria ter uma rosácea e duas grandes torres, cuja construção foi formalmente abandonada em 1991. Já no início da década de 1960, o estilo do edifício não é mais o corrente, a ponto de que o Guide Bleu de 1966 chama de "monumental pastiche gótico, sem interesse arquitetônico, restando inacabado". Durante toda a década de 1970, dúvidas surgiram sobre o destino da catedral cega, "verruga no meio de um bairro a reabilitar", "monte de pedras e de tijolos" cercada por um vasto parque de estacionamento, que alguns sugeriram demolir. Depois de mais de um século de esforços para construir, esta opção é muito menos aceitável para a diocese que o custo de sua demolição seria provavelmente mais importante do que seu acabamento. No início da década de 1980, quando a cidade se comprometeu a renovar o Vieux-Lille, alguns arquitetos, como Jean Pattou, Guy Jourdain ou Maurice Salembier, imaginaram soluções da parede da fachada. Em 1986, Pierre-Louis Carlier, que participou das operações de reabilitação da îlot de la Treille, propõe a construção de um prédio de dez andares formando a fachada da catedral. O projeto, favoravelmente recebido pela diocese, por razões de economia, gerou uma onda de protestos que o levou a desistir. Em 1990, o mesmo arquiteto é oficialmente responsável pelo arcebispo Vilnet, bispo de Lille, para a concepção de um novo projeto de fachada. Pierre-Louis Carlier se associa a Peter Rice, para formular uma proposta que é mantida pela associação diocesana em Lille, em 1991. Com um custo total de 40 milhões de francos, seu financiamento é assegurado metade pelos fundos captados de particulares e empresas pela Association pour la rénovation du site de la Treille criada em 1994 para promover a realização da fachada, o resto é financiado pelo bispado. No mesmo ano, um concurso é aberto para a realização do portal. Vencido por Georges Jeanclos, o portal é feito em 1996 e 1997. O canteiro terminou dois anos depois e a fachada foi inaugurada em 19 de dezembro de 1999, pelo arcebispo Defois, que sucedeu ao arcebispo Vilnet, no ano anterior.
Em 2 de março de 2009, a catedral é o objeto de uma inscrição ao título dos monumentos históricos.